# Xiphocolaptes
A Xiphocolaptes a madarak (Aves) osztályának verébalakúak (Passeriformes) rendjébe, valamint a fazekasmadár-félék (Furnariidae) családjába és a fahágóformák (Dendrocolaptinae) alcsaládjába tartozó nem.

## Rendszerezése
A nemet René Primevère Lesson francia ornitológus írta le 1840-ben, jelenleg az alábbi 4 faj tartozik ide.
- Xiphocolaptes albicollis
- vastagcsőrű fahágó (Xiphocolaptes promeropirhynchus)
- bajszos fahágó (Xiphocolaptes falcirostris)
- nagy fahágó (Xiphocolaptes major)

## Előfordulásuk
Mexikótól, Közép-Amerikán keresztül Dél-Amerikáig honosak.

## Megjelenésük
Testhosszuk 32-35 centiméter körüli.

## Életmódjuk
Többnyire rovarokkal táplálkoznak.